# Xã Lane, Quận Greenwood, Kansas
Xã Lane (tiếng Anh: Lane Township) là một xã thuộc quận Greenwood, tiểu bang Kansas, Hoa Kỳ. Năm 2010, dân số của xã này là 113 người.